# Коппель, Жером
Жером Коппель (фр. Jérôme Coppel; род. 6 августа 1986, Анмас, Франция) — французский профессиональный шоссейный велогонщик, выступающий за команду IAM Cycling. Бронзовый призёр Чемпионата мира по шоссейным велогонкам 2015 года в Ричмонде, США.

## Карьера
Детство Жерома Коппеля прошло во Французских Альпах, благодаря чему он увлекся лыжами и велоспортом. В 2002 года он стал гонщиком любительской команды Vélo club d'Annemasse и окончательно сосредоточился на велоспорте. И в 2004 году стал чемпионом Франции в гонке с раздельным стартом среди юниоров. Со следующего года спортсмен переходит в андеровскую категорию. Здесь его наиболее крупным успехом можно считать две бронзовые медали в гонке с раздельным стартом с Чемпионатов мира 2006 и 2007 годов, а также два титула чемпиона Франции среди гонщиков до 23 лет также в индивидуальной гонке на время.
В 2008 году Жером Коппель подписал свой первый профессиональный контракт с французской командой Française des Jeux. И спустя год впервые стартовал на Тур де Франс. Самым крупным успехом во Française des Jeux, цвета которой спортсмен защищал два года стала виктория на однодневной гонке Route Adélie.
С 2010 по 2012 год француз выступал в команде Saur-Sojasun. В 2011 году он выиграл генеральную классификацию Тура Мурсии и белую майку лучшего молодого гонщика на Критериуме Дофине, на следующий год Étoile de Bessèges.
С 2013 по 2014 год велосипедист гонялся на Cofidis, Solutions Crédits и на 20 этапе Вуэльты Испании'2014 он получил приз самого агрессивного гонщика.
С 2015 года Жером Коппель выступает за швейцарскую команду IAM Cycling. В конце июня он впервые выиграл Чемпионат Франции в гонке с раздельным стартом, а 23 сентября 2015 года стал бронзовым призёром Чемпионата мира в Ричмонде, США также в индивидуальной гонке на время.